# Amanda de Andrade
Pour les articles homonymes, voir Andrade.
Amanda de Andrade, née le 20 décembre 1989, est une handballeuse internationale brésilienne. Elle évolue au Concórdia/UNC.

## Palmarès

### En club
- Championne du Brésil en 2013 avec Concórdia/UNC

### En sélection
- championne du monde en 2013 en Serbie[1]